# Liste de cours d'eau du Brésil

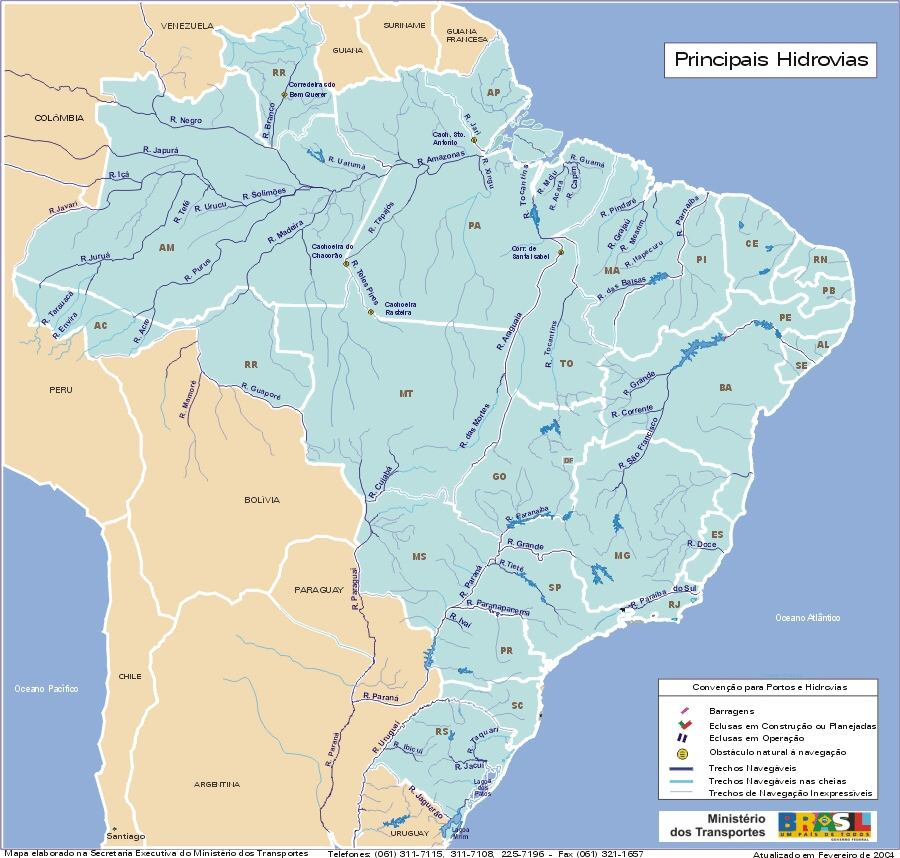
La carte présente les principaux cours d'eau du Brésil

Cette liste présente les cours d'eau du pays ayant une importance géographique, historique ou politique, par État (ordre alphabétique).
- Liste des cours d'eau de l'Acre
- Liste des cours d'eau de l'Alagoas
- Liste des cours d'eau de l'Amapá
- Liste des cours d'eau de l'Amazonas
- Liste des cours d'eau de Bahia
- Liste des cours d'eau du Ceará
- Liste des cours d'eau du District fédéral (Brésil)
- Liste des cours d'eau de l'Espírito Santo
- Liste des cours d'eau de Goiás
- Liste des cours d'eau du Maranhão
- Liste des cours d'eau du Mato Grosso
- Liste des cours d'eau du Mato Grosso do Sul
- Liste des cours d'eau du Minas Gerais
- Liste des cours d'eau du Pará
- Liste des cours d'eau de la Paraíba
- Liste des cours d'eau du Paraná
- Liste des cours d'eau du Pernambouc
- Liste des cours d'eau du Piauí
- Liste des cours d'eau de l'État de Rio de Janeiro
- Liste des cours d'eau du Rio Grande do Norte
- Liste des cours d'eau du Rio Grande do Sul
- Liste des cours d'eau du Rondônia
- Liste des cours d'eau du Roraima
- Liste des cours d'eau de Santa Catarina
- Liste des cours d'eau de l'État de São Paulo
- Liste des cours d'eau du Sergipe
- Liste des cours d'eau du Tocantins

## Cartes
(pt) Cartes des cours d'eau dans les différents États